# Rödöns landskommun
Rödöns landskommun var en tidigare kommun i Jämtlands län. 

## Administrativ historik
Rödöns landskommun inrättades 1863 i Rödöns socken i Jämtland när 1862 års kommunalförordningar trädde i kraft. 
Vid kommunreformen 1952 lades Rödön samman med Aspås, Näskott och Ås. Centrum i den nya storkommunen blev Krokom. 
Den 1 januari 1954 överfördes från Rödöns landskommun och Ås församling till Östersunds stad och församling ett område med 887 invånare och omfattande en areal av 6,87 km², varav 5,30 km² land.
1971 infördes enhetlig kommuntyp och Rödöns landskommun ombildades därmed till Rödöns kommun, dock utan territoriella förändringar den gången. 1974 blev kommunen en del av den nya Krokoms kommun.

### Kyrklig tillhörighet
I kyrkligt hänseende tillhörde kommunen Rödöns församling. Den 1 januari 1952 tillkom församlingarna Aspås, Näskott och Ås.

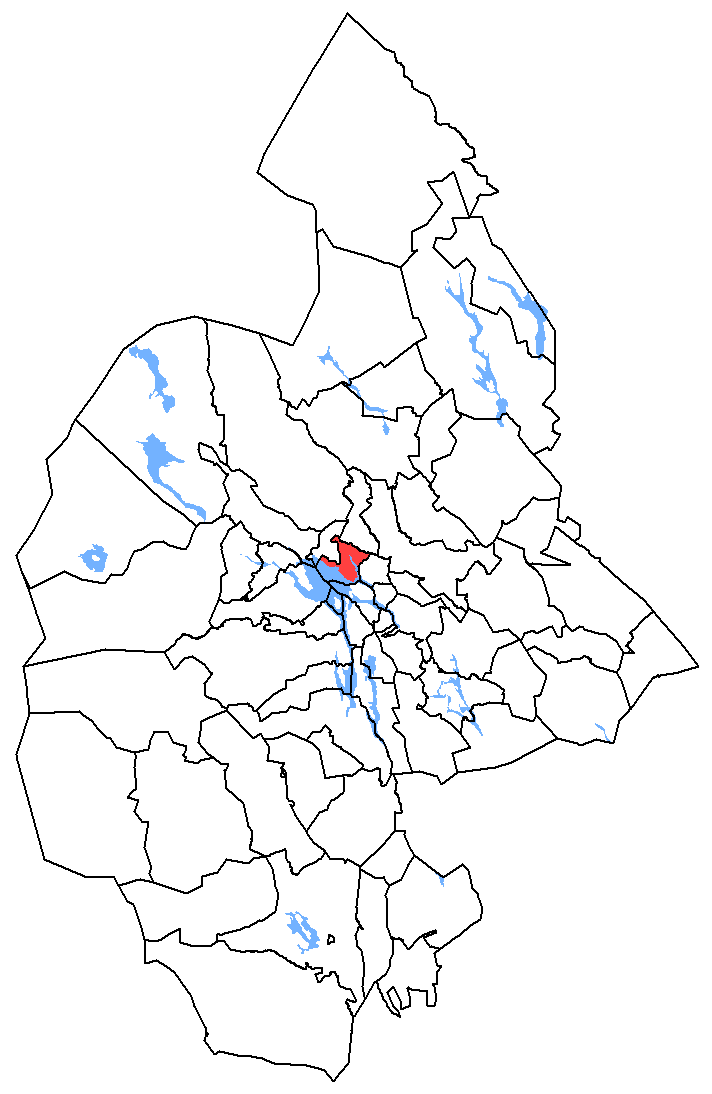
Rödöns landskommuns ursprungliga omfattning 1863–1951.

## Folkmängd
År 1959 hade kommunen en befolkning på 7 089 invånare och var den näst folkrikaste landskommunen i länet, endast Ström hade ett högre invånartal.
Befolkningstätheten var 12,7 invånare/km². Detta kan jämföras med riksgenomsnittet som då var 18,0 invånare/km² medan länsgenomsnittet var 3,0 invånare/km². Landskommunen var med andra ord mer än fyra gånger så tätt befolkad som länet i genomsnitt.

## Kommunvapen
Varken Rödön eller någon av de kommuner som gick upp i kommunen förde något vapen.

## Geografi
Rödöns landskommun omfattade den 1 januari 1952 en areal av 697,52 km², varav 561,74 km² land.

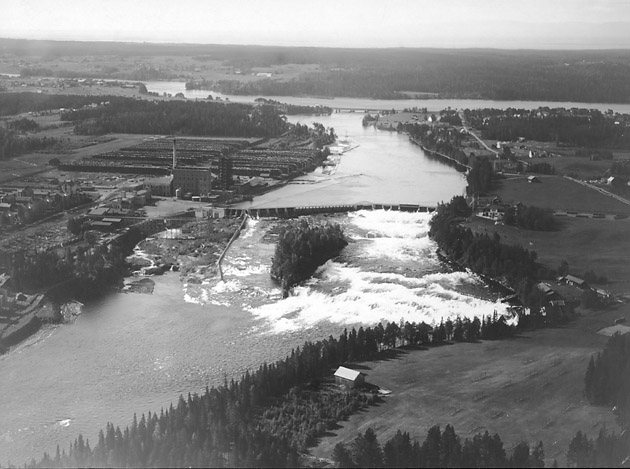
Hissmofors 1929.

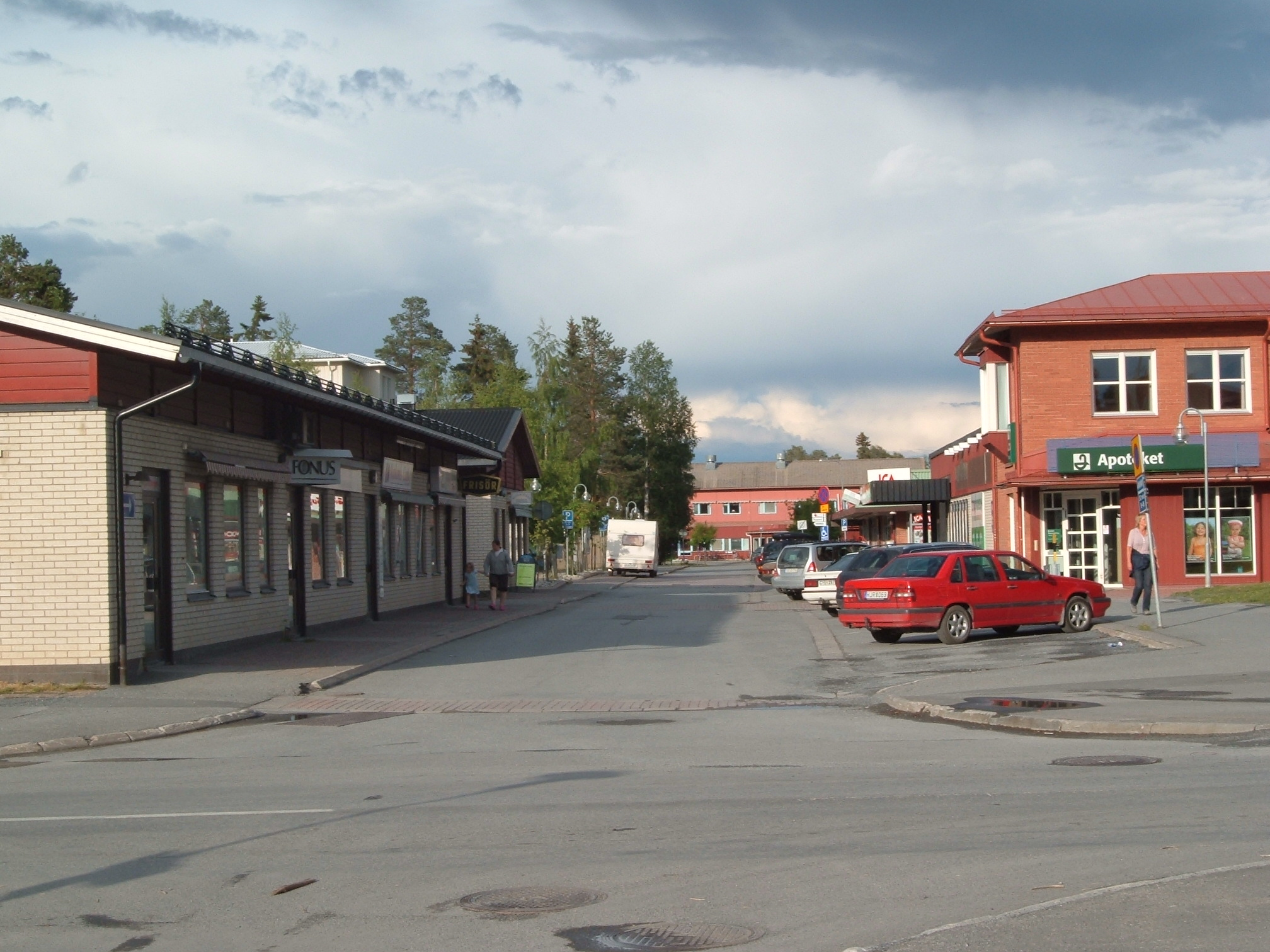
Krokom, den dåvarande centralorten i Rödöns landskommun, är idag centralort i Krokoms kommun, i vilken Rödön numera ingår.

### Tätorter i kommunen 1960
| Tätort  | Folkmängd |
| ------- | --------- |
| Krokom  | 1 353     |
| Nälden  | 591       |
| Ytterån | 319       |
| Vaplan  | 234       |

Tätortsgraden i kommunen var den 1 november 1960 37,4 procent.

## Politik

### Mandatfördelning i valen 1950-1970
| 2 | 13 | 4 | 2 | 4 |

| 23 |

|  | 14 | 5 | 5 |

| 23 |

| 2 | 13 | 5 | 2 | 3 |

| 23 |

|  | 22 | 8 | 5 | 4 |

| 38 |

|  | 20 | 8 | 5 | 6 |

| 38 |

|  | 20 | 9 | 4 | 6 |

| 38 |

|  | 21 | 9 | 4 | 5 |

| 38 |

|  | 19 | 9 | 5 | 6 |

| 37 |

|  | 19 | 19 |  |

| 35 |